# REV Classic 2015
La 10e édition de la REV Classic est une course de cycliste qui a eu lieu le 28 février 2015, à Cambridge, en Nouvelle-Zélande. Elle fait partie du calendrier UCI Oceania Tour 2015 en catégorie 1.2. La course est remportée par le Néo-Zélandais Patrick Bevin.

## Classement final
| Classement final | Classement final | Classement final | Classement final | Classement final   |
|                  | Coureur          | Pays             | Équipe           | Temps              |
| ---------------- | ---------------- | ---------------- | ---------------- | ------------------ |
| 1er              | Patrick Bevin    | Nouvelle-Zélande | '                | en 3 h 22 min 35 s |
| 2e               | James Oram       | Nouvelle-Zélande |                  | + 1 s              |
| 3e               | Michael Torckler | Nouvelle-Zélande |                  | m.t                |
| modifier         |                  |                  |                  |                    |